# جون بوكستون
جون بوكستون (بالإنجليزية: John Buxton)‏ هو لاعب اتحاد الرغبي نيوزيلندي، ولد في 31 أكتوبر 1933 في أوكلاند في نيوزيلندا، وتوفي في 3 أكتوبر 2007.